# Măgura Bătarci
Măgura Bătarci este o arie protejată (sit de importanță comunitară — SCI) din România, desemnată în scopul protejării biodiversității și menținerii într-o stare de conservare favorabilă a florei spontane și faunei sălbatice, precum și a habitatelor naturale de interes comunitar aflate în arealul zonei de protecție. Aceasta este întinsă pe o suprafață de 106,5 ha, integral pe uscat.

## Localizare
Centrul sitului Măgura Bătarci este situat la coordonatele 48°00′45″N 23°11′04″E / 48.012392°N 23.184519°E. Situl se întinde pe teritoriul administrativ al comunei Turț din județul Satu Mare.

## Înființare
Situl Măgura Bătarci a fost declarat sit de importanță comunitară (ROSCI0416) în ianuarie 2016 pentru a proteja un număr necunoscut de specii din flora spontană și fauna sălbatică aflate în arealul zonei.

## Biodiversitate
Situată în ecoregiunea continentală, aria protejată conține 2 habitate naturale: Pajiști uscate seminaturale și facies de acoperire cu tufișuri pe substraturi calcaroase (Festuco-Brometalia) (* situri importante pentru orhidee), Pajiști stepice subpanonice.
La baza desemnării sitului se află un număr nedeclarat de specii protejate.